# Hubert Białczewski
Hubert Białczewski (ur. 7 sierpnia 1970) – polski koszykarz występujący na pozycji środkowego.

## Osiągnięcia
Drużynowe
- Mistrz Polski (1995, 1997)
- Finalista Pucharu Polski (1995)
- Awans do najwyższej klasy rozgrywkowej (1993)